# Offensiv
Offensiv är ett begrepp inom krigföring som innebär att en part tar initiativet i striderna genom aggressivt agerande. Syftet är att kunna föra striden på villkor som är mest fördelaktiga för en själv genom att tvinga motståndaren att reagera genom att själv agera. Ordet används ofta som synonym för anfall eller attack trots att de snarare är exempel på offensivt uppträdande.
En åtgärd som syftar till att tvinga motståndaren att reagera utan att själv få ett övertag kallas provokation.
Ordet ”offensiv” används även inom andra områden än krigföring för att beteckna aggressivt initiativtagande, till exempel charmoffensiv.